# باينتد بوست (نيويورك)
باينتد بوست (بالإنجليزية: Painted Post, New York)‏ هي منطقة سكنية تقع في الولايات المتحدة في مقاطعة ستوبين، نيويورك. يقدر عدد سكانها بـ 1,842 نسمة ومساحتها 3.4 كم2 وترتفع عن سطح البحر 287 متر.

## التركيبة السكانية
حدّد مكتب تعداد الولايات المتحدة بيانات التركيبة السكانية لباينتد بوست في تعداد الولايات المتحدة. في ما يلي، التركيبة السكانية حسب تعدادي 2000 و2010.

### تعداد عام 2000
بلغ عدد سكان باينتد بوست 1,842 نسمة بحسب تعداد عام 2000، وبلغ عدد الأسر 811 أسرة وعدد العائلات 480 عائلة مقيمة في القرية. في حين سجلت الكثافة السكانية 532.4 نسمة لكل كيلومتر مربع (1,378.9/ميل2). وبلغ عدد الوحدات السكنية 879 وحدة بمتوسط كثافة قدره 254 لكل كيلومتر مربع (657.9/ميل2).
وتوزع التركيب العرقي للقرية بنسبة 95.71% من البيض و1.36% من الأمريكيين الأفارقة و0.16% من الأمريكيين الأصليين و1.74% من الأمريكيين ذوي الأصول الآسيوية و0.11% من الأعراق الأخرى و0.92% من عرقين مختلطين أو أكثر و0.76% من الهسبانيون أو اللاتينيون من أي عرق.
بلغ عدد الأسر 811 أسرة كانت نسبة 29.6% منها لديها أطفال تحت سن الثامنة عشر تعيش معهم، وبلغت نسبة الأزواج القاطنين مع بعضهم البعض 46.2% من أصل المجموع الكلي للأسر، ونسبة 9.4% من الأسر كان لديها معيلات من الإناث دون وجود شريك، بينما كانت نسبة 3.6% من الأسر لديها معيلون من الذكور دون وجود شريكة وكانت نسبة 40.8% من غير العائلات. تألفت نسبة 36.5% من أصل جميع الأسر من عدة أفراد يعيشون في نفس المنزل ونسبة 23.8% كانت تتألف من شخص يعيش بمفرده يبلغ من العمر 65 عاماً أو أكثر. وبلغ متوسط حجم الأسرة المعيشية 2.26، أما متوسط حجم العائلات فبلغ 2.97.
بلغ العمر الوسطي للسكان 41.5 عاماً. وكانت نسبة 23.9% من القاطنين تحت سن الثامنة عشر، وكانت نسبة 5.6% بين الثامنة عشر والرابعة والعشرين عاماً، ونسبة 25.7% كانت واقعةً في الفئة العمرية ما بين الخامسة والعشرين والرابعة والأربعين عاماً، ونسبة 22.9% كانت ما بين الخامسة والأربعين والرابعة والستين، ونسبة 21.4% كانت ضمن فئة الخامسة والستين عاماً فما فوق. يوجد لكل 100 أنثى 84.7 ذكر، ويوجد لكل 100 أنثى في الثامنة عشر من عمرها فما فوق 78.5 ذكر.
بلغ متوسط دخل الأسرة في القرية 41,477 دولارًا، أما متوسط دخل العائلة فبلغ 58,295 دولارًا. وكان متوسط دخل الذكور 39,519 دولارًا مقابل 26,583 دولارًا للإناث. وسجل دخل الفرد الخاص بالقرية 23,664 دولارًا. وكانت نسبة 4.5% من العائلات ونسبة 5.2% من السكان تحت خط الفقر، وكان من هؤلاء نسبة 5% تحت سن الثامنة عشر ونسبة 5.7% في الخامسة والستين من العمر وما فوق.

### تعداد عام 2010
بلغ عدد سكان باينتد بوست 1,809 نسمة بحسب تعداد عام 2010، وبلغ عدد الأسر 841 أسرة وعدد العائلات 469 عائلة مقيمة في القرية. في حين سجلت الكثافة السكانية 522.8 نسمة لكل كيلومتر مربع (1,354.0/ميل2). وبلغ عدد الوحدات السكنية 885 وحدة بمتوسط كثافة قدره 255.8 لكل كيلومتر مربع (662.5/ميل2).
وتوزع التركيب العرقي للقرية بنسبة 95.08% من البيض و1.93% من الأمريكيين الأفارقة و0.33% من الأمريكيين الأصليين و0.94% من الأمريكيين ذوي الأصول الآسيوية و0.44% من الأعراق الأخرى و1.27% من عرقين مختلطين أو أكثر و0.83% من الهسبانيون أو اللاتينيون من أي عرق.
بلغ عدد الأسر 841 أسرة كانت نسبة 24.3% منها لديها أطفال تحت سن الثامنة عشر تعيش معهم، وبلغت نسبة الأزواج القاطنين مع بعضهم البعض 42.6% من أصل المجموع الكلي للأسر، ونسبة 8.4% من الأسر كان لديها معيلات من الإناث دون وجود شريك، بينما كانت نسبة 4.8% من الأسر لديها معيلون من الذكور دون وجود شريكة وكانت نسبة 44.2% من غير العائلات. تألفت نسبة 38.9% من أصل جميع الأسر من عدة أفراد يعيشون في نفس المنزل ونسبة 21.3% كانت تتألف من شخص يعيش بمفرده يبلغ من العمر 65 عاماً أو أكثر. وبلغ متوسط حجم الأسرة المعيشية 2.14، أما متوسط حجم العائلات فبلغ 2.86.
بلغ العمر الوسطي للسكان 42.7 عاماً. وكانت نسبة 20.5% من القاطنين تحت سن الثامنة عشر، وكانت نسبة 7.8% بين الثامنة عشر والرابعة والعشرين عاماً، ونسبة 24.9% كانت واقعةً في الفئة العمرية ما بين الخامسة والعشرين والرابعة والأربعين عاماً، ونسبة 26% كانت ما بين الخامسة والأربعين والرابعة والستين، ونسبة 20.8% كانت ضمن فئة الخامسة والستين عاماً فما فوق. وتوزع التركيب الجنسي للسكان بنسبة 48.3% ذكور و51.7% إناث.

## أعلام
- تشارلز د. بيكر